# Ачи-Су
Ачи-Су́ (Ачису́) — посёлок городского типа в Дагестане, входит в состав Карабудахкентского района (ранее в подчинении Избербашской городской администрации).
Образует муниципальное образование посёлок Ачи-Су со статусом городского поселения как единственный населённый пункт в его составе

## Этимология
Название посёлка имеет тюркское происхождение и переводится как «кислая вода» либо «горькая вода», где аччи (аджи) — «горький», су — «вода».

## Географическое положение
Расположен в 20 км к юго-востоку от районного центра — села Карабудахкент. Рядом с посёлком протекает река Ачису. Расстояние до ближайшей железнодорожной станции Ачи — 5 км.

## История
Образован в связи с разработкой газовых и нефтяных месторождений. Статус посёлка городского типа — с 1938 года.
По состоянию на 1959 год посёлок носил название Ачи-Су, позже — Ачису. В 2006 году было утверждено изменение к общероссийскому классификатору объектов административно-территориального деления, согласно которому посёлок вновь стал называться Ачи-Су.
В 2020 году в ГКГН числится как «Ачису» с пометкой «несогласованные названия географических объектов (расхождение в форме написания)».

## Население
| 1939  | 1959  | 1970  | 1979  | 1989  | 2002  | 2010  |
| ----- | ----- | ----- | ----- | ----- | ----- | ----- |
| 1736  | ↘1040 | ↗1165 | ↘1050 | ↗1162 | ↗1622 | ↗1679 |
| 2012  | 2013  | 2014  | 2015  | 2016  | 2017  | 2018  |
| ↗1692 | ↗1703 | ↗1732 | ↗1768 | ↗1793 | ↗1811 | ↘1810 |
| 2019  | 2020  | 2021  | 2023  | 2024  | 2025  |       |
| ↗1835 | ↗1841 | ↗1915 | ↗1937 | ↗1950 | ↗1970 |       |

Национальный состав
По данным Всероссийской переписи населения 2010 года:
| № | Национальность | Численность, чел. | Доля   |
| - | -------------- | ----------------- | ------ |
| 1 | даргинцы       | 1330              | 79,2 % |
| 2 | аварцы         | 110               | 6,6 %  |
| 3 | лакцы          | 78                | 4,6 %  |
| 4 | кумыки         | 71                | 4,2 %  |
| 5 | лезгины        | 28                | 1,7 %  |
| 6 | русские        | 20                | 1,2 %  |
| 7 | другие         | 42                | 2,5 %  |
| 8 | всего          | 1679              | 100 %  |